# رودريغو باريرا
رودريغو باريرا (بالإسبانية: Rodrigo Barrera)‏ (30 أكتوبر 1970 بسانتياغو في تشيلي - ) هو مدرب كرة قدم ولاعب كرة قدم تشيلي في مركز الوسط، شارك في كأس العالم 1998. وشارك مع منتخب تشيلي لكرة القدم. أما مع النوادي، فقد لعب مع نادي أونيفرسيداد دي تشيلي ونادي أونيفرسيداد كاتوليكا ونادي بالستينو ونادي نيكاكسا وديبورتيس ميليبيلا.

## مسيرته الكروية
لعب رودريغو باريرا خلال مسيرته الاحترافية مع 5 أندية في ثمانية عشر موسمًا وسجل خلالها 128 هدف ضمن 395 مباراة. حيث فاز في أربعة مواسم بالكأس وفي خمسة مواسم بالدوري.
خاض رودريغو باريرا مسيرته مع نادي أونيفرسيداد كاتوليكا في موسم 1988 في المرة الأولى ليلعب معه ثمانية مواسم ثم ما بين عامي 2002 و2003 لمدة موسم واحد، مشاركًا طوالها في 219 مباراة سجل خلالها 75 هدفًا. ثم انتقل إلى نادي نيكاكسا في موسم 1995–96 لمدة موسم واحد، حيث شارك في 15 مباراة سجل خلالها هدفًا واحدًا. لينتقل بعدها إلى نادي أونيفرسيداد دي تشيلي في موسم 1997 في المرة الأولى ليلعب معه خمسة مواسم ثم ما بين عامي 2004 و2005 لمدة موسم واحد، مشاركًا طوالها في 122 مباراة سجل خلالها 43 هدفًا. ثم انتقل إلى ديبورتيس ميليبيلا ما بين عامي 2005 و2006 لمدة موسم واحد، مشاركًا في 27 مباراة سجل خلالها 8 أهداف. هذا وانتقل لاحقًا إلى نادي بالستينو ما بين عامي 2006 و2007 لمدة موسم واحد، مشاركًا في 12 مباراة سجل خلالها هدفًا واحدًا.

## وصلات خارجية
- رودريغو باريرا على موقع الاتحاد الدولي (مؤرشف)  (الإنجليزية)
- رودريغو باريرا على موقع قاعدة بيانات كرة القدم.إي يو (الإنجليزية)
- رودريغو باريرا على موقع ناشيونال فوتبول تيمز (الإنجليزية)
- رودريغو باريرا على موقع Soccerway.com (الإنجليزية)